# De oude muzikant
Chansons représentant les Pays-Bas au Concours Eurovision de la chanson
Als het om de liefde gaat
(1972) I See a Star
(1974)
Singles de Ben Cramer
Slavin van de nacht
(1972) Veronica vrij
(1973)
De oude muzikant (« Le vieux musicien ») est une chanson écrite et composée par Pierre Kartner et interprétée par le chanteur néerlandais Ben Cramer, sortie en 1973 en single 45 tours.
C'est la chanson représentant les Pays-Bas au Concours Eurovision de la chanson 1973 le 7 avril à Luxembourg.
La chanson a également été enregistré par Ben Cramer en allemand (Der alte Musikant), en anglais (The Old Street Musician) ainsi qu'en français (Pour être vraiment sincère).

## À l'Eurovision

### Sélection
La chanson est sélectionnée le 28 février 1973 par la NOS au moyen du Nationaal Songfestival 1973 pour représenter les Pays-Bas au Concours Eurovision de la chanson 1973 le 7 avril à Luxembourg, au grand-duché du Luxembourg.

### À Luxembourg
La chanson est intégralement interprétée en néerlandais, langue officielle des Pays-Bas, le choix de langue étant toutefois libre entre 1973 et 1976. L'orchestre est dirigé par Harry van Hoof (en).
De oude muzikant est la treizième chanson interprétée lors de la soirée du concours, suivant You're Summer de Nova pour la Suède et précédant Do I Dream? de Maxi pour l'Irlande.
À l'issue du vote, elle obtient 69 points, se classant 14e sur 17 chansons,.

## Liste des titres
| A1. | De oude muzikant        | Pierre Kartner              | 3:28 |
| B1. | Kom Sylvia dans met mij | Frans Peters, Jacques Zwart | 3:04 |

## Classements

### Classement hebdomadaire
| Classement (1973)                      | Meilleure position |
| -------------------------------------- | ------------------ |
| Belgique (Flandre Ultratop 50 Singles) | 18                 |
| Belgique (Flandre BRT Top 30)          | 20                 |
| Pays-Bas (Nederlandse Top 40)          | 13                 |
| Pays-Bas (Single Top 100)              | 19                 |

## Historique de sortie
| Pays ou région | Titre                      | Date | Format   | Label               |
| -------------- | -------------------------- | ---- | -------- | ------------------- |
| Allemagne      | Der alte Musikant          | 1973 | 45 tours | Philips             |
| Belgique,      | De oude muzikant           | 1973 | 45 tours | Elf Provinciën      |
| Belgique,      | Pour être vraiment sincère | 1973 | 45 tours | Omega International |
| Espagne        | The Old Street Musician    | 1973 | 45 tours | Philips             |
| France         | Pour être vraiment sincère | 1973 | 45 tours | Philips             |
| Pays-Bas,      | De oude muzikant           | 1973 | 45 tours | Elf Provinciën      |
| Pays-Bas,      | The Old Street Musician    | 1973 | 45 tours | Philips             |
| Portugal       | The Old Street Musician    | 1973 | 45 tours | Philips             |
| Royaume-Uni    | The Old Street Musician    | 1973 | 45 tours | Philips             |
| Scandinavie    | The Old Street Musician    | 1973 | 45 tours | Philips             |